# Fabien Camus
Fabien Bachir Camus (Arles, 28 febbraio 1985) è un ex calciatore francese naturalizzato tunisino, di ruolo centrocampista o attaccante.

## Palmarès

### Club

#### Competizioni nazionali
- Campionato belga: 1

Genk: 2010-2011
- Supercoppa del Belgio: 1

Genk: 2011
- Campionato belga di seconda divisione: 1

Anversa: 2016-2017